# Chocó megye
Chocó Kolumbia egyik megyéje. Az ország nyugati részén terül el, a Csendes-óceán partján. Székhelye Quibdó.

## Földrajz
Az ország nyugati részén elterülő megye északnyugaton Panamával, keleten Antioquia és Risaralda megyékkel, délen Valle del Cauca megyével határos. Keleti részén az Andok hegyláncai húzódnak. A terület esőnek kitett oldalai bolygónk legcsapadékosabb vidékei közé tartoznak.

## Gazdaság
Legfontosabb termesztett növényei a banán, a manióka, a rizs és a kukorica, valamint az országban egyedül itt termelnek tarót, Kolumbia achiotetermelésének pedig több mint felét ebben a megyében állítják elő.

## Népesség
Ahogy egész Kolumbiában, a népesség növekedése Chocó megyében is gyors, ezt szemlélteti az alábbi táblázat:
| Év             | Lakosság |
| -------------- | -------- |
| 1985           | 313 567  |
| 1993           | 338 160  |
| 2005           | 454 030  |
| 2012 (becsült) | 490 317  |